# عبد الكبير عبقار
عبد الكبير أبقار (من مواليد 10 مارس 1999 في سطات بالمغرب) هو لاعب كرة قدم مغربي يلعب في مركز الدفاع مع نادي ديبورتيفو ألافيس الإسباني.

## روابط خارجية
- عبد الكبير أبقار على موقع قاعدة بيانات كرة القدم.إي يو (الإنجليزية)
- عبد الكبير أبقار على موقع ليكيب (الفرنسية)
- عبد الكبير أبقار على موقع Soccerway.com (الإنجليزية)